# Станкова
Станкова пол. Stańkowa) — село Бещадського повіту Підкарпатського воєводства Республіки Польща, гміна Устрики-Долішні. Населення — 228 осіб (2011).

## Розташування
Станкова знаходиться за 18 км на північний захід від адміністративного центру ґміни Устрик-Долішніх і за 62 км на південний схід від адміністративного центру воєводства Ряшева, за 15 км від державного кордону з Україною. Колишнє бойківське село.

## Назва
У 1977-1981 рр. в ході кампанії ліквідації українських назв село називалося Жечкі (пол. Rzeczki).

## Історія
На початку XV с ст. — власність Миколая Чешика. Входило до Ліського ключа Сяніцької землі Руське воєводства. 
У 1772-1918 рр. село було у складі Австро-Угорської монархії, у провінції Королівство Галичини та Володимирії. Село є одним з найдавніших у світі осередків добування нафти, копальні ропи нафтової існували тут вже в 1884 і спричинили приплив до села поляків. У 1890 році село належало до Ліського повіту, в селі нараховувалось 97 будинків і 640 мешканців (411 греко-католиків, 210 римо-католиків і 40 юдеїв), місцева греко-католицька парафія належала до Ліського деканату Перемишльської єпархії.
У 1919-1939 рр. — у складі Польщі. Село належало до Ліського повіту Львівського воєводства, у 1934-1939 рр. входило до складу ґміни Ропєнка. 
На 01.01.1939 в селі було 1200 жителів, з них 890 українців-грекокатоликів, 60 українців-римокатоликів, 220 поляків (працівники копальні нафти), 30 євреїв.
У середині вересня 1939 року німці окупували село, однак уже 26 вересня 1939 року мусіли відступити з правобережної частини Сяну, оскільки за пактом Ріббентропа-Молотова правобережжя Сяну належало до радянської зони впливу. 27.11.1939 постановою Президії Верховної Ради УРСР село у складі повіту включене до новоутвореної Дрогобицької області. Територія ввійшла до складу утвореного 17.01.1940 Ліськівського району (районний центр — Лісько). Наприкінці червня 1941, з початком Радянсько-німецької війни, територія знову була окупована німцями, які за три роки окупації винищили євреїв. У серпні 1944 року радянські війська знову оволоділи селом. В березні 1945 року, в рамках підготовки до підписання Радянсько-польського договору про державний кордон зі складу Дрогобицької області правобережжя Сяну включно з селом було передане до складу Польщі. Військо польське і польські банди почали грабувати і вбивати українців, у відповідь на це селяни гуртувались у відділи самооборони. Далі поляками українське населення було піддане етноциду — частину виселено на територію СРСР в 1945-1946 рр. та решту (758 осіб) в 1947 році під час Операції Вісла депортоване на понімецькі землі. В хати українців поселені поляки. 
У 1975-1998 роках село належало до Кросненського воєводства.

## Демографія
Демографічна структура станом на 31 березня 2011 року:
|          | Загалом | Допрацездатний вік | Працездатний вік | Постпрацездатний вік |
| -------- | ------- | ------------------ | ---------------- | -------------------- |
| Чоловіки | 113     | 24                 | 76               | 13                   |
| Жінки    | 115     | 27                 | 61               | 27                   |
| Разом    | 228     | 51                 | 137              | 40                   |

## Церква
У 1888 р. зведена дерев’яна церква Собору Пр. Богородиці, яка належала до парафії Завадка Ліського деканату Перемиської єпархії.